# Cửa khẩu Banteay Chakrei
Cửa khẩu Banteay Chakrei là cửa khẩu quốc tế đường bộ ở vùng đất xã Banteay Chakrei huyện Preah Sdach tỉnh Prey Veng, Campuchia .
Cửa khẩu Banteay Chakrei thông thương với Cửa khẩu Dinh Bà ở xã Tân Hộ Cơ huyện Tân Hồng tỉnh Đồng Tháp, Việt Nam  .
Tên xã còn viết theo phiên âm tiếng Pháp là Bântéay Chakkrei.